# 黒部亨
黒部 亨（くろべ とおる、1929年1月27日 - 2014年5月26日）は、日本の作家。
鳥取県生まれ。鳥取師範学校卒業。元明石市教育委員長。

## 略歴
1965年「砂の関係」で群像新人文学賞受賞、芥川賞候補に挙がる。『島のファンタジア』『十六夜』『すだまの裔たち』『谷間のロビンソン』で4度の直木賞候補。1971年『片思慕の竹』でサンデー毎日新人賞受賞。主に史実に即した歴史小説を手掛ける。兵庫県と縁があり播磨国/兵庫県関連の小説やノンフィクションも多い。
2014年5月26日午後5時23分、慢性腎不全のため、神戸市東灘区の病院で死去、85歳没。

## 作品リスト
- 遠い海鳴りの日（1974年5月、講談社）
- 播州歴史散歩 播磨をいろどる人々（1974年、創元社歴史散歩シリーズ）
- 兵庫県人 日本人国記（1976年、新人物往来社）
- 明石桜（1980年4月、神戸新聞総合出版センター）
- 白鷺の城（1983年6月、講談社） ISBN 4-06-200510-7
- 播磨妖刀伝（1986年10月、講談社） ISBN 4-06-202868-9
- 荒木村重 惜命記（1988年11月、講談社、「荒木村重 命惜しゅうて候」に改題、PHP文庫）
- 幻にて候 古田織部（1990年8月、講談社）
- 流香譚（1992年10月、日本経済新聞社）
- 兵庫人国記（1994年4月、神戸新聞総合出版センターのじぎく文庫） ISBN 4-87521-480-4
- 松永弾正久秀（1996年、PHP研究所、「松永弾正久秀 梟雄と称された知謀の将」に改題 PHP文庫） ISBN 4-569-57538-2
- 勇将・後藤又兵衛（1997年3月、PHP研究所、「後藤又兵衛　大坂の陣に散った戦国きっての勇将」に改題の上PHP文庫） ISBN 4-569-57428-9
- 戦国の武将たち ひょうご合戦記（1998年7月、神戸新聞総合出版センター）
- 騒動の主役たち ひょうごの事件・騒乱記（1999年7月、神戸新聞総合出版センター）
- 高田屋嘉兵衛（2000年4月、神戸新聞総合出版センター）
- 明石城をめぐる歴史の旅（北村泰生写真、2000年8月、神戸新聞総合出版センタービジュアル・ブックス）
- 宇喜多直家 秀吉が恐れた希代の謀将（2002年8月、PHP文庫） ISBN 4-569-57790-3
- 荒木又右衛門 「鍵屋の辻の決闘」を演じた伊賀の剣豪（2004年7月、PHP文庫） ISBN 4-569-66229-3

### 共著
- 明石と芭蕉　上月乙彦,黒田義隆共著 木村書店 1967